# 올스파이스나무

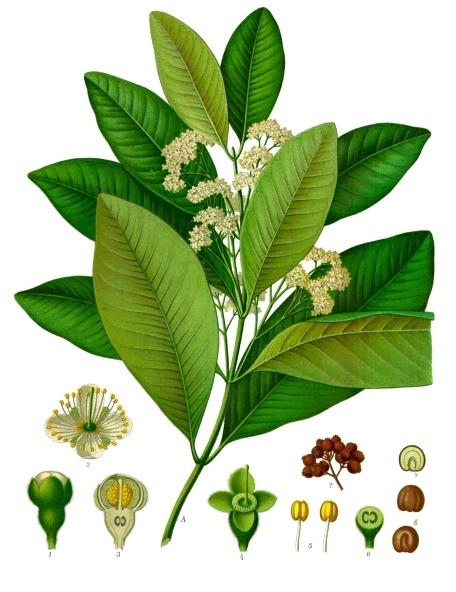
올스파이스

올스파이스나무(학명: Pimenta dioica)는 도금양과의 상록 교목이다. 높이는 7~10미터이며, 백록색의 꽃이 피고 열매는 자주색이다. 덜 익은 과실은 말려서 향신료로 쓰거나 기름을 짠다. 자메이카가 주산지이다. 올스파이스(영어: allspice)는 올스파이스나무의 성숙하지 않은, 말린 열매를 주로 하는 향신료이다. 원래 대앤틸리스 제도, 멕시코 남부, 중앙아메리카에서 기원했으나 현재는 세계의 수많은 온난 지역에서 경작된다. "올스파이스"(allspice)라는 이름은 1621년 초 시나몬, 육두구, 정향의 맛을 하나로 합치는 것을 생각한 영국인에 의해 창안되었다.

## 참조
1. 1 2 3 4  “올스파이스나무”. 《표준국어대사전》. 국립국어원. 2019년 2월 24일에 확인함.
2. ↑  Riffle, Robert L. (1998년 8월 1일). 《The Tropical Look: An Encyclopedia of Dramatic Landscape Plants》. Timber Press. ISBN 0-88192-422-9.
3. ↑  《Oxford English Dictionary》 2판. Oxford, UK: Clarendon Press. 1989년 3월 1일. ISBN 0-19-861186-2. 2006년 6월 25일에 원본 문서에서 보존된 문서. 2009년 12월 12일에 확인함.